# Мочалкин, Фёдор Семёнович

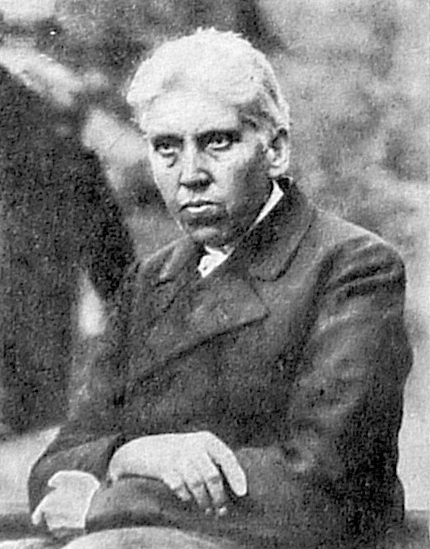
Ф.С. Мочалкин, заведующий Измайловской пасекой.

Фёдор Семёнович Мочалкин (1841 — 20 февраля 1910) — русский пчеловод, организатор первой в России школы пчеловодов, главный организатор всех выставок по пчеловодству в России XIX века. Потомственный почётный гражданин Москвы.
В своём имении под Москвой устроил пасеку, насадил шелководственные растения и в 1882 году экспонировал на московской выставке разведённых им медоносных пчёл кавказской породы.
Занимался своим любимым делом в окрестностях Москвы более 40 лет. На него обратили внимание члены Императорского общества и с личного согласия Ф. Мочалкина он был назначен заведующим Измайловской опытной пасекой («Пасекой в Измайловском зверинце»).
За десятилетия бессменной работы Ф. Мочалкин на свои средства перестроил всю пасеку, нашел жертвователей, которые обеспечили её существование значительным капиталом. Когда в 1865 году по проекту архитектора П. С. Кампиони построили главный дом для пчеловодов, его назвали «Дворцом Измайловской пасеки».
По инициативе Ф. Мочалкина и частью на его средства были построены Школа для учащихся пчеловодству при опытной Измайловской станции, выставочный павильон и др.
Ф. Мочалкин устроил отдел пчеловодства в Зоологическом саду в Москве, издавал «Дневник пчеловодственной выставки и её беседы» и печатал ежегодные отчеты о пасеке в «Трудах комитета пчеловодства и общества акклиматизации».
Он был главным организатором всех выставок по пчеловодству в России, в устройстве пчеловодных курсов инструкторов и первой в России школы пчеловодов. По воскресным дням на протяжении долгих лет своей работы Ф. Мочалкин читал для народа познавательные лекции по пчеловодству. На них собирались крестьяне из пригорода, также и из дальних концов Московского уезда. Здесь же ставились опыты с различными системами ульев. На пасеке была устроена мастерская для изготовления разных принадлежностей для разведения пчел. А замечательный Музей пчеловодства стал гордостью всего Измайлова.
Благодаря заслугам Мочалкина перед его детищем — Измайловской пасекой, о её замечательной работе знали не только в России, но и в Европе. А на Всемирной выставке в Париже экспонаты пасеки получили высшую награду.
Идеи пчеловодства вместе с Ф. С. Мочалкиным активно осуществлял на практике Г. А. Кожевников, сменивший его в 1910 на посту заведующего Измайловской опытной пасекой.

## Источник
- Мочалкин, Федор Семенович // Энциклопедический словарь Брокгауза и Ефрона : в 86 т. (82 т. и 4 доп.). — СПб., 1890—1907.